# 吉家庄遗址
吉家庄遗址，是一处新石器时代的遗址，位于山西省大同市大同县吉家庄乡吉家庄村东南约0.5公里，面积93.75万平方米，是中华人民共和国山西省文物保护单位之一。
1965年5月24日，授予山西省文物保护单位，分类为古遗址。